# Maggie Q
Maggie Q   (Honolulu, 22 de maig de 1979) com és coneguda professionalment Margaret Denise Quigley, és una actriu, activista i model estatunidenca.
Va començar la seva carrera professional a Hong Kong, amb papers protagonistes a les pel·lícules d'acció Gen-Y Cops (2000) i Naked Weapon (2002), abans d'aparèixer a les produccions nord-americanes Mission: Impossible III (2006), Live Free o Die Hard (2006). 2007), Priest (2011) i The Protégé (2021). Va interpretar Tori Wu a la pel·lícula d'acció distòpica de ciència-ficció Divergent (2014) i va repetir el seu paper a les seqüeles, Insurgent (2015) i Allegiant (2016).
Q va protagonitzar el paper principal de la sèrie de thriller d'acció de The CW Nikita (2010–2013), i també va tenir un paper principal com a agent especial de l'FBI Hannah Wells a la sèrie de thriller polític ABC / Netflix Designated Survivor (2016–19). Va fer la veu de Wonder Woman a la sèrie d'animació Young Justice (2012–19).